# Ignasi Gironella i Bosch
Ignasi Gironella i Bosch (Espanya, segles XIX i XX) fou un compositor i instrumentista de viola.
Va ser autor de sardanes i de ballables, entre les quals va destacar la polca «La automovilista».
L’any 1906 va obtenir un premi per la composició de la sardana «Vidamor», en la 3ª Festa de la Música Catalana, la qual es va celebrar a Barcelona. 
Dins la seva obra podem trobar fantasies d’òperes de R. Wagner i G. Verdi. Aquestes es conserven manuscrites en diferents arxius de la província de Barcelona: l'Hemeroteca Municipal de Granollers, la col·lecció particular de Josep Martos a Manresa i el fons patrimonial de l'orquestra Els Fatxendes, a l’arxiu històric de Sabadell. 
Entre altres composicions de sardanes es troben «Goig de vida», «Jorn de festa», «L’empordanesa», «La font dels Enamorats», «La picarol», «Primavera».